# Rudawka (dopływ Wisły)
Rudawka, dawniej Rudawa, w górnym biegu nazywana Pisią – częściowo skanalizowana rzeka (potok) w Warszawie, mająca pierwotnie źródła w dzielnicach Wola i Bemowo. Płynąc także przez Żoliborz wpada do Wisły w Lesie Bielańskim, w dzielnicy Bielany.

## Opis
Topograficzna nazwa Rudawka jest związana z charakterem podłoża – rudą – a w efekcie bagnami rudej barwy.
Rudawka miała swój obszar źródliskowy w rejonie Moczydła i Koła (źródła pierwotnie znajdowały się w lasku na Kole, jednak w wyniku przeprowadzonych melioracji zanikły). Drugi obszar źródliskowy znajdował się w miejscu Muzułmańskiego Cmentarza Tatarskiego na Powązkach. Dalej rzeka płynęła przez Powązki (m.in. przez ogrody Izabeli Czartoryskiej), Słodowiec, Kaskadę, Rudę i wpadała do Wisły. W rejonie Lasku Bielańskiego była zasilana dopływami nieistniejących już potoków, Polkówki i Kaskadowego.
W XVIII i XIX wieku nad Rudawką działały młyny, a jej spiętrzone wody tworzyły liczne stawy wykorzystywane do hodowli ryb. Historycznie potok przepływał przez miejscowości: Skalszczyzna, Powązki (Mostki), Izabelin, Czarny Dwór, Buraków, Słodowiec, Marymont, Ruda Fabryczna (Ruda Mintera) i Ruda Ewansa. Spadek rzeki na obszarach wysoczyzny wynosił 3‰.
W XX wieku koryto rzeki zostało wyprostowane i z wyjątkiem odcinka w Lesie Bielańskim obudowane krytym kanałem. W 1974, w związku z budową nowych osiedli mieszkaniowych na Marymoncie, rozpoczęto prace nad budową nowego, 1,5-kilometrowego koryta Rudawki. Sztuczne koryto zostało zagłębione ok. 0,5 m poniżej naturalnego poziomu dna.
Przebieg rzeki został ostatecznie zatarty przez budowę trasy Armii Krajowej. Widoczne są tylko jej dolny, uregulowany prosty odcinek na krańcu ul. Klaudyny przy Podleśnej, a następnie fragment starego koryta (także uregulowany) w Lesie Bielańskim. Pomimo regulacji, Rudawka zachowała na terenie Lasku Bielańskiego, który ma status rezerwatu przyrody i obszaru Natura 2000, fragmenty naturalnego przepływu. Na wcześniejszych odcinkach przepływ rzeki jest zarurowany. Płynie kanałami o średnicy od 0,5 do 0,8 m.
Pozostałością po przebiegu rzeki jest uformowana przez nią dolina. Jej przebieg widoczny jest w górnym biegu w rejonie glinianek na Kole. Krawędź prawego brzegu widoczna jest w rejonie ulic Kozielskiej i Przasnyskiej, lewa natomiast przebiega zachodnią stroną trasy Armii Krajowej. Szerokość doliny na historycznym przebiegu rzeki waha się w przedziale 150–250 m. Na całym biegu rzeki tworzone były kaskady wodne, które były częścią historycznych założeń rezydencyjnych: Marymontu w XVII wieku, Powązek w XVIII, zespołów wypoczynkowych Rudy Fabrycznej z XIX i Grossowa. W rejonie ulicy Jana Chryzostoma Paska istniał wydłużony staw, na miejscu którego powstała zabudowa mieszkaniowa.
Rudawka jest ciekiem o zmiennym przepływie. Zasila w wodę staw w parku Olszyna i starorzecze Łacha Potocka. Jej dopływami są ciek z parku Kaskada, a także skanalizowany ciek Kaskada wypływający ze Stawów Kellera; odprowadza także wody z rowów melioracyjnych. Na końcowym odcinku, w okolicy ulicy Wybrzeże Gdyńskie, uchodzi do niej Potok Bielański.
W kwietniu 2021, podczas prac ziemnych związanych z układaniem kabla wysokiego napięcia w rejonie skrzyżowania ul. Broniewskiego z al. Armii Krajowej, doszło do uszkodzenia podziemnego kanału Rudawki, co spowodowało podtopienia okolicznych budynków. Sytuacja wywołała dyskusję na temat statusu rzeki Rudawki i trudności z ustaleniem, która z instytucji jest za nią odpowiedzialna.

## Galeria

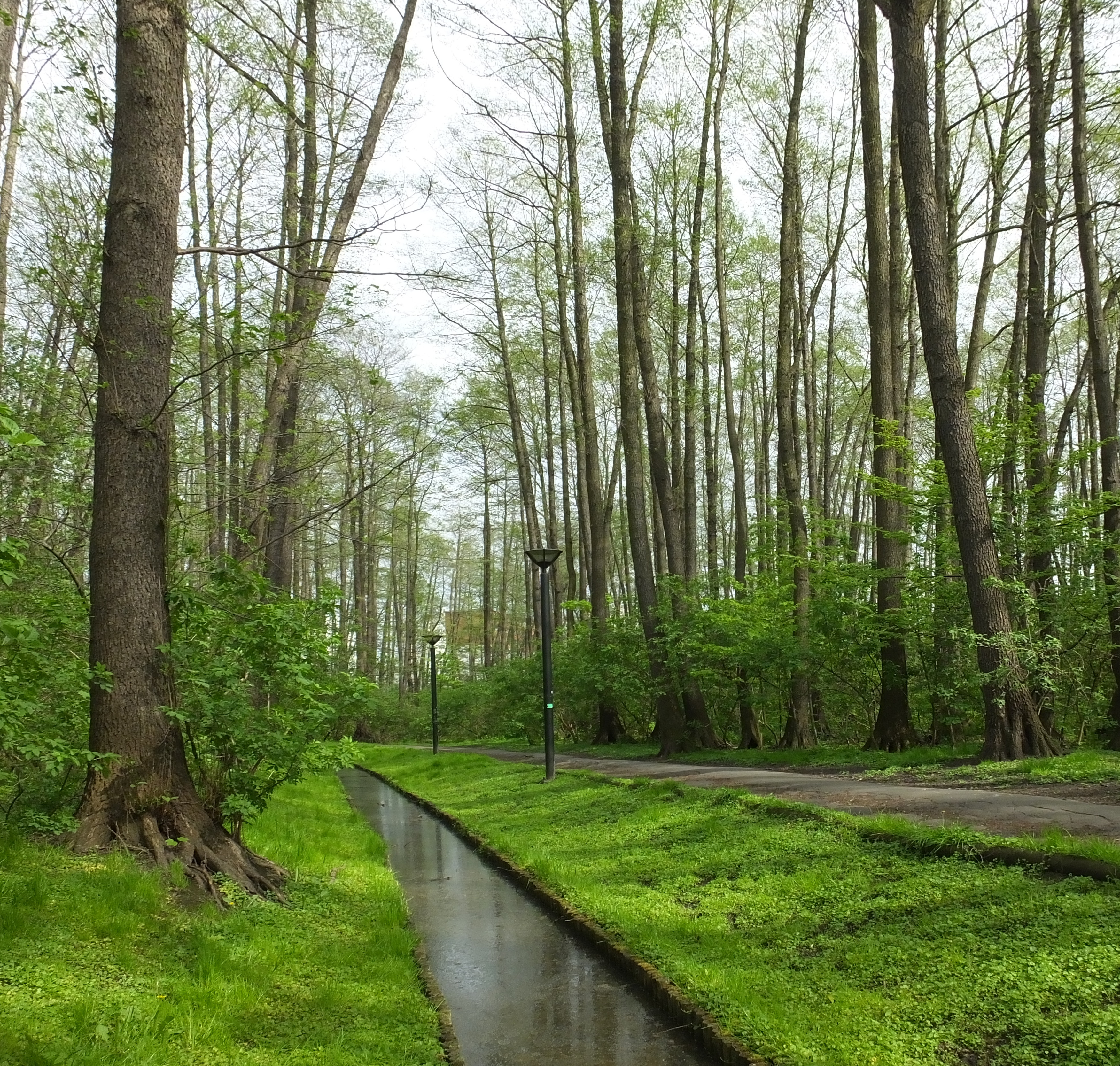
Kanał Rudawki w zespole przyrodniczo-krajobrazowym Olszyna
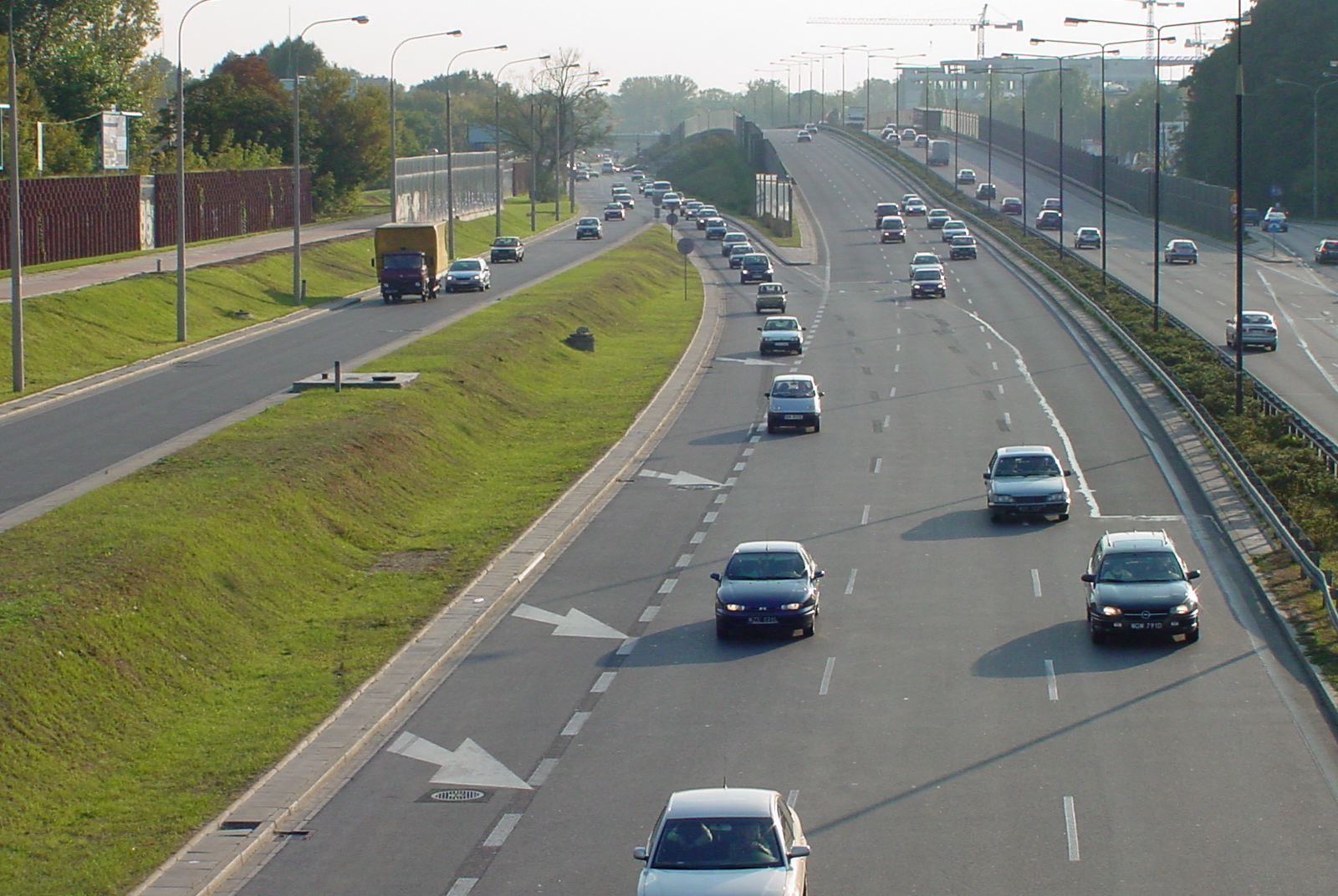
Trasa AK w dawnej dolinie Rudawki
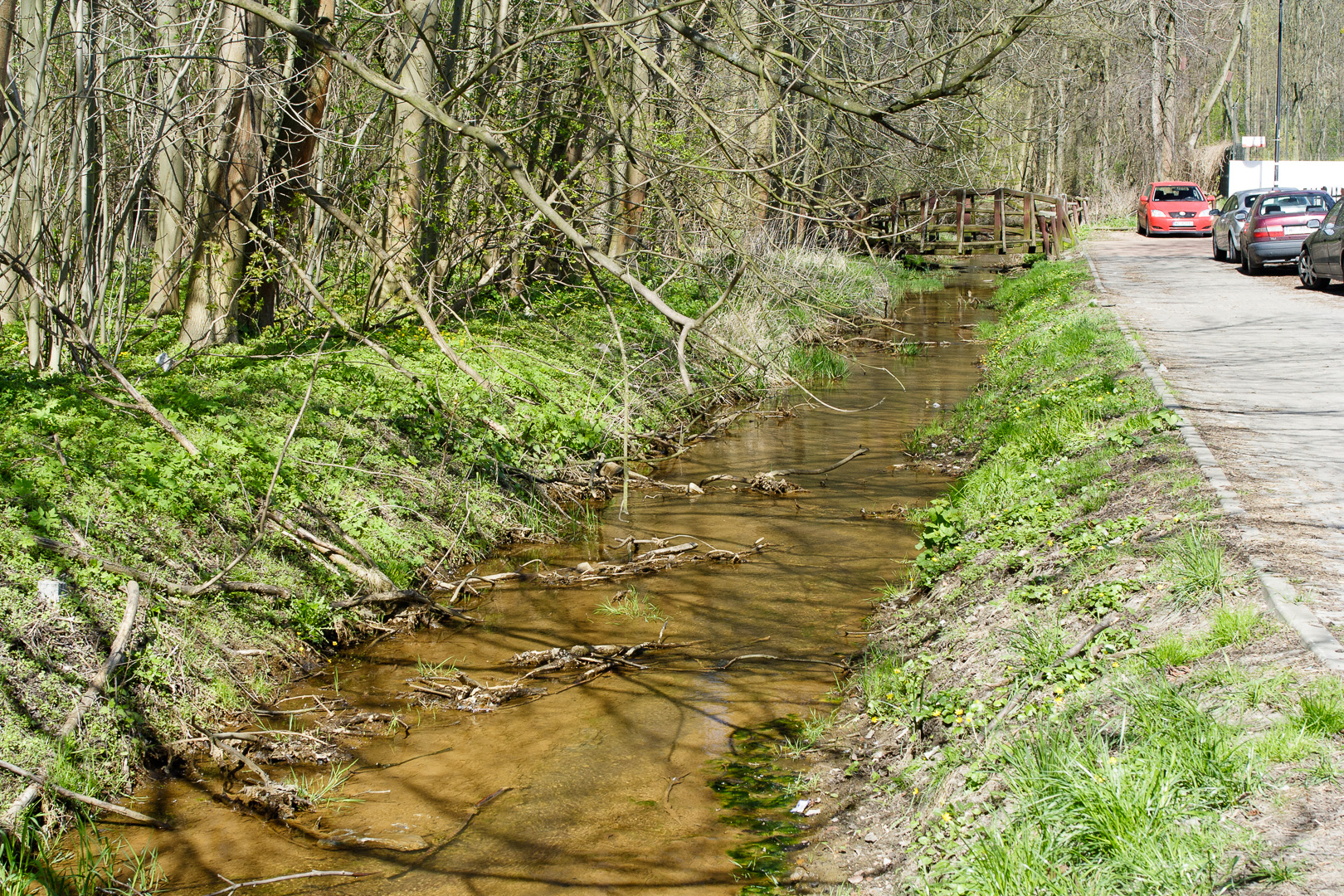
Rudawka przy Lasku Bielańskim
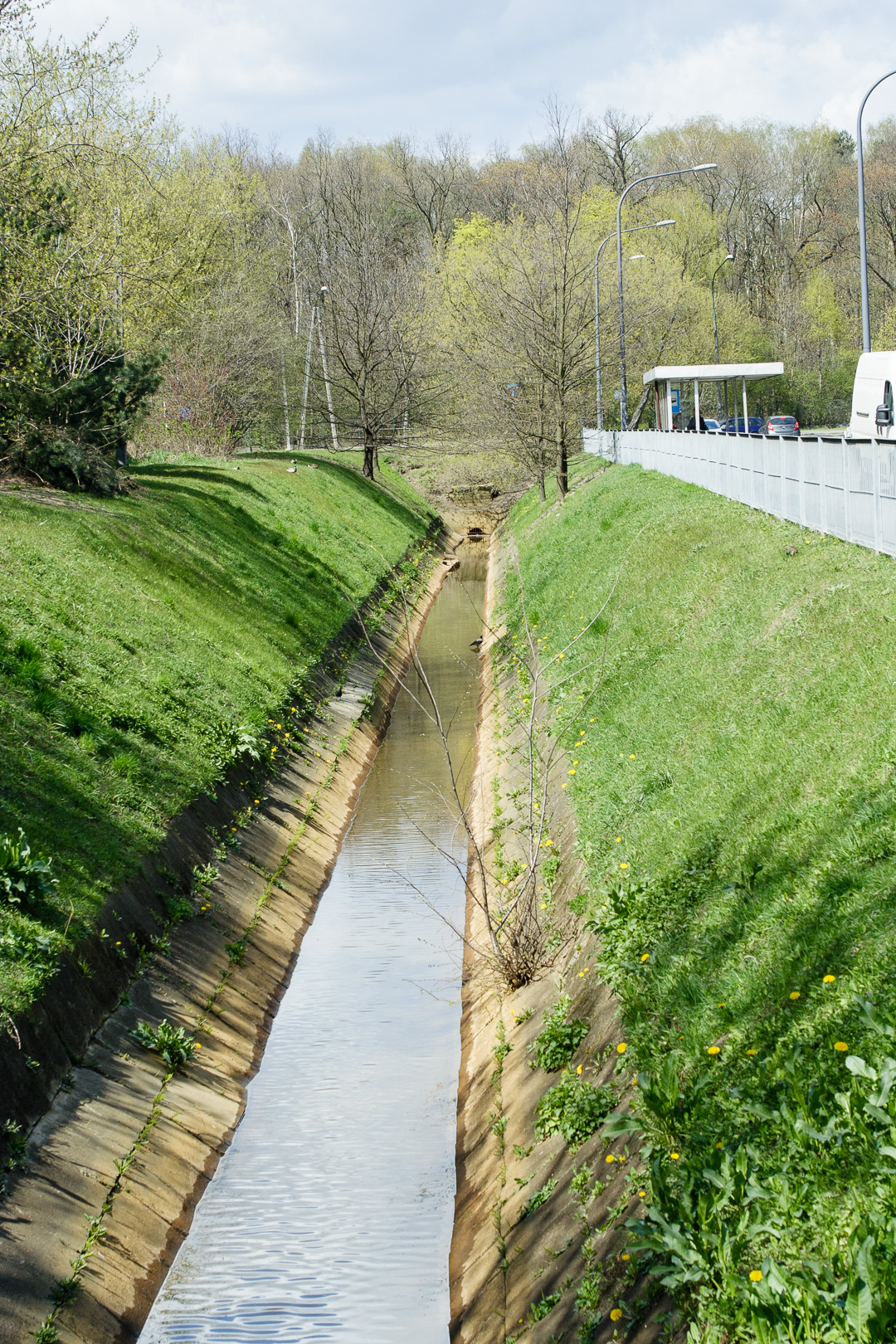
Rudawka przy ul. Klaudyny, w tle Lasek Bielański